# Alois Persterer
Alois Persterer, född 29 september 1909 i Saalfelden am Steinernen Meer, död 30 maj 1945 i Salzburg, var en österrikisk SS-Obersturmbannführer. Under Tysklands ockupation av Sovjetunionen 1941–1944 var han befälhavare för Einsatzkommando 10b, en mobil insatsenhet som mördade judar, partisaner och andra för Tredje riket misshagliga personer i södra Ukraina.

## Biografi
Persterer var bilmekaniker till yrket. Han tjänade i den österrikiska armén från 1928 till 1933. Efter Anschluss, Tysklands annektering av Österrike, tjänstgjorde han vid Sicherheitsdienst (SD) i Salzburg. 
Den 22 juni 1941 anföll Tyskland sin tidigare bundsförvant Sovjetunionen. I kölvattnet på de avancerande tyska arméerna följde Einsatzgruppen, mobila insatsstyrkor med uppdrag att mörda judar, partisaner och politiska kommissarier, så kallade politruker. Persterer var från juni 1941 till december 1942 befälhavare för Einsatzkommando 10b, som opererade i södra Ukraina och på Krim. Han var bland annat ansvarig för massakern i Feodosija i december 1941. I april 1942 begärde Persterer att få disponera gasvagnar för att mera effektivt kunna genomföra mordorderna.
Persterer sköts till döds i Salzburg den 30 maj 1945.

### Webbkällor
- ”Alois Persterer” (på italienska). olokaustos.org. Arkiverad från originalet den 19 juli 2013. https://www.webcitation.org/6IEmsQSf9?url=http://www.olokaustos.org/bionazi/leaders/persterer.htm. Läst 19 juli 2013.